# Pavlínov
Pavlínov (deutsch Pawlinau) ist eine Gemeinde in Tschechien. Sie liegt zehn Kilometer westlich von Velké Meziříčí und gehört zum Okres Žďár nad Sázavou.

## Geographie

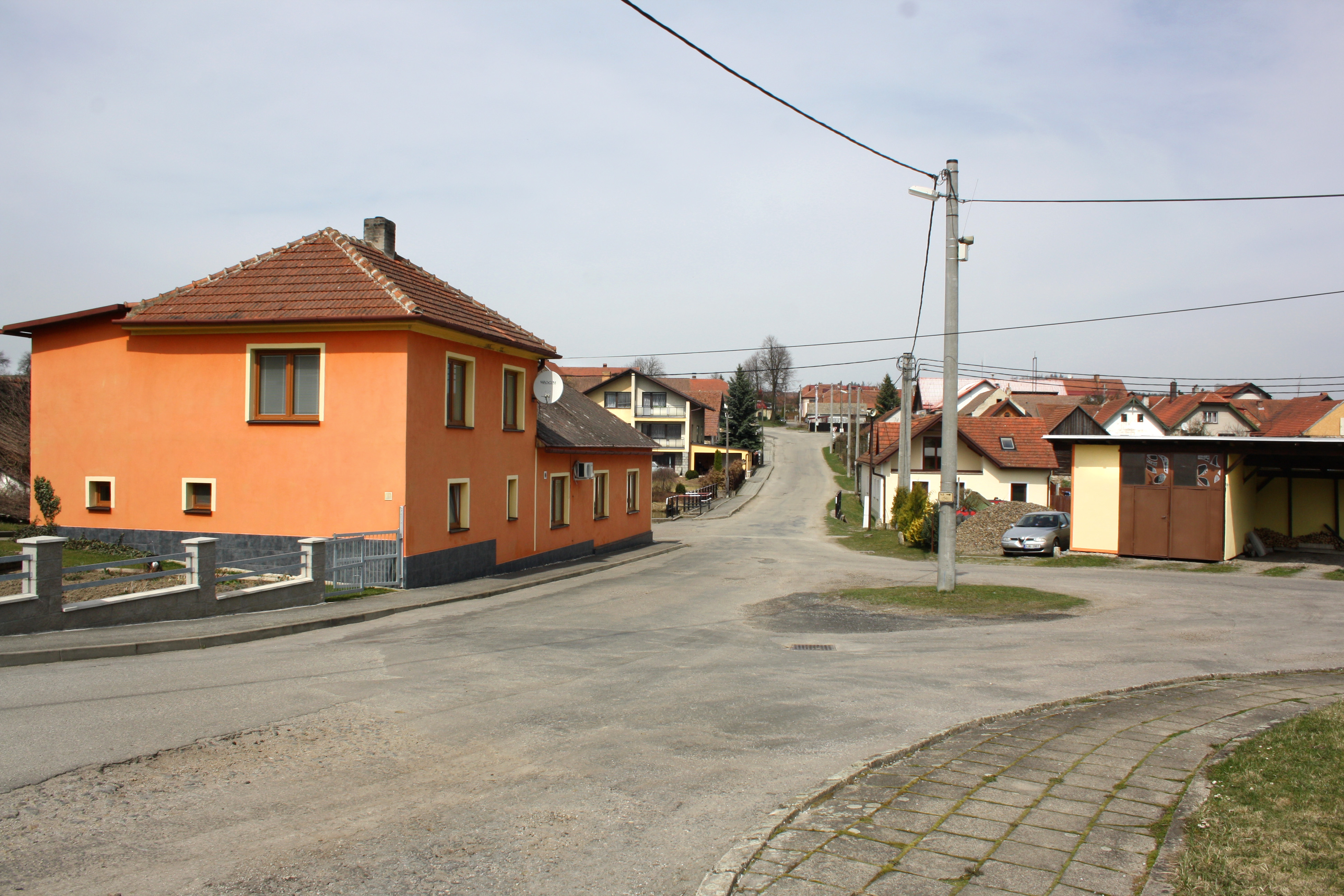
Pavlínov

Pavlínov befindet sich im Süden der Böhmisch-Mährischen Höhe im Tal des Baches Pohořílský potok. Nördlich erhebt sich die Pavlínovská horka (614 m), im Osten die Jalovcová hora (584 m), südwestlich der Hradiště (661 m), im Westen der Panský kopec (668 m) und nordwestlich der Křiby (613 m) und Chlumek (628 m).
Nachbarorte sind Chlumek, Benešov, Pouště und Geršov im Norden, Otín im Nordosten, Pohořílky im Osten, Horní Radslavice im Südosten, Bochovice im Süden, Svatoslav und Zátiší im Südwesten, U Čížků, Pouště und Brodek im Westen sowie Kamenička und Dvůr im Nordwesten.

## Geschichte
Pavlinov wurde wahrscheinlich kurz nach der Errichtung der Propstei Měřín im Jahre 1298 gegründet und lag am wichtigen Verbindungsweg zwischen Měřín und Třebíč. Die erste urkundliche Erwähnung des zur Propstei gehörigen Dorfes erfolgte im Jahre 1479. Nach dem Erlöschen der Propstei gehörte Pavlinov zu den Gütern die Kaiser Ferdinand I. 1556 erblich an Vratislav von Pernstein übertrug. 1559 kaufte Jan d. Ä. Stránecký von Stránec das Dorf. Stránecký ließ eine Feste errichten und erhob Pavlinov zu einem Freigut. Nach der Schlacht am Weißen Berg wurden die Güter von Aleš Stránecký konfisziert. 1653 wurde Pavlínov zusammen mit der Herrschaft Zhoř an den Konvent der Unbeschuhten Karmeliter der hl. Anna in Mannersdorf übertragen. Danach erfolgen zahlreiche Besitzerwechsel und 1729 wurde der Freihof Pavlinov der Herrschaft Zhoř zugeschlagen und mit dieser an Velké Meziříčí angeschlossen. Das erste Ortssiegel stammt von 1668 und zeigt den hl. Martin zu Ross. Seit 1787 ist ein Richter in Pavlinov nachweisbar.
Nach der Aufhebung der Patrimonialherrschaften entstand 1850 die politische Gemeinde Pavlinov in der Bezirkshauptmannschaft Velké Meziříčí. Wegen der hohen Armut überließ Leopoldina Fürstin Lobkowicz 1860 der Gemeinde eine Wiese am Forsthaus als Viehweide. Außerdem wurden drei Armenhäuser eingerichtet. Seit 1921 trägt die Gemeinde den Namen Pavlínov. Bei einem Großfeuer brannten 1934 21 Häuser sowie weitere Nebengebäude nieder. Zu Beginn des Jahres 1961 wurde Pavlínov dem Okres Žďár nad Sázavou zugeordnet. Zwischen 1980 und 1990 war der Ort nach Otín eingemeindet.

## Gemeindegliederung
Für die Gemeinde Pavlínov sind keine Ortsteile ausgewiesen. Grundsiedlungseinheiten sind Na pouštích und Pavlínov.
Das Gemeindegebiet gliedert sich in die Katastralbezirke Na Pouštích und Pavlínov.

## Sehenswürdigkeiten
- Grundmauern und Kellergewölbe der Feste Pavlínov aus dem 16. Jahrhundert
- Forsthaus, erbaut zwischen 1557 und 1567 unter Jan d. Ä. Stránecký von Stránec
- 250-jährige Linde am Forsthaus
- Obere Kapelle und Steinkreuz aus dem Jahre 1844
- Untere Kapelle mit Glockenturm, errichtet 1771
- mehrere Stein- und Eisenkreuze

## Söhne und Töchter der Gemeinde
- Alžběta Malá-Vidláková (1900–1965), Schriftstellerin